# Francine Tomazoni
Francine Tomazoni (Blumenau, 05 de Novembro de 1991) é  uma jogadora de voleibol brasileira. Ela atua na posição de Levantadora e faz parte da equipe do Minas.

## Carreira
Francine começou sua trajetória nas categorias de base do Bluvolei. Depois de sua profissionalização, atuou nas equipes mais tradicionais do voleibol brasileiro, como Rio de Janeiro Vôlei Clube e Praia Clube (voleibol feminino), onde foi campeã e vice-campeã brasileira, respectivamente. Atualmente atual no Minas onde foi campeão da Superliga 2023/2024.

## Títulos e resultados
- Liga Universitária Brasileira: 2010
- Superliga Brasileira A: 2013-14
- Superliga Brasileira A: 2015-16
- Superliga 2023/2024: 2023-24

## Premiações Individuais
- Liga Universitária Brasileira: 2010 - MVP

## Clubes
| Clube                     | País   | Temporadas |
| Rio de Janeiro            | Brasil | 2013-2014  |
| São José Dos Campos Vôlei | Brasil | 2014-2015  |
| Praia Clube               | Brasil | 2015-2016  |
| Rio do Sul Vôlei          | Brasil | 2016-2017  |
| Barueri                   | Brasil | 2017-2019  |
| Pinheiros                 | Brasil | 2018-2019  |
| Flamengo                  | Brasil | 2019-2020  |
| Bluvôlei                  | Brasil | 2020-2021  |
| Fluminense                | Brasil | 2021-2022  |
| Vôlei Maringá             | Brasil | 2022-2023  |
| Minas                     | Brasil | 2023-2024  |